# Landesregierung und Stadtsenat Häupl III
Landesregierung und Stadtsenat Häupl III war die Bezeichnung für die dritte Wiener Landesregierung und den Wiener Stadtsenat unter Bürgermeister und Landeshauptmann Michael Häupl zwischen 2001 und 2005. Die Stadtregierung wurde nach der Landtags- und Gemeinderatswahl 2001 am 27. April 2001 angelobt und löste die Landesregierung Häupl II ab. Nach der Wiedererlangung der absoluten Mandatsmehrheit bildete Michael Häupl wieder eine Alleinregierung. Im 15-köpfigen Stadtsenat bzw. der Landesregierung stellte die SPÖ 9 Mitglieder. Die FPÖ stellte drei Mitglieder, die ÖVP zwei und die Grünen einen Vertreter, die jedoch auf Grund der SPÖ-Alleinregierung alle ohne Ressort blieben.
Während der Regierungsperiode kam es am 26. November 2003 zum ersten Wechsel in der Regierung. Johannes Hahn löste an diesem Tag Peter Marboe als nichtamtsführender Stadtrat ab. Am 1. Juli 2004 zu einer größeren Regierungsumbildung. Die Amtsführenden Stadträtinnen Isabella Kossina und Elisabeth Pittermann scheiden aus ihrem Amt, die Nichtamtsführende Stadträtin Maria Vassilakou wechselte als Klubobfrau in den Landtag und Gemeinderat. Auf Kossina folgte als neue Umweltstadträtin Ulli Sima nach, das Ressort von Pittermann für Gesundheit- und Spitalswesen übernahm die bisherige Stadträtin für Integration, Frauenfragen, Konsumentenschutz und Personal Renate Brauner. Gleichzeitig wurde das Ressort in Gesundheit und Soziales umbenannt. Als Nachfolger für das Ressort Brauners wurde Sonja Wehsely neu in die Regierung berufen.

## Regierungsmitglieder
| Amt                                                                                | Name                    | Partei | Ressortverteilung am Ende der Regierungsperiode           |
| ---------------------------------------------------------------------------------- | ----------------------- | ------ | --------------------------------------------------------- |
| Landeshauptmann Bürgermeister                                                      | Michael Häupl           | SPÖ    |                                                           |
| 1. Landeshauptmann-Stellvertreterin 1. Vizebürgermeisterin Amtsführende Stadträtin | Grete Laska             | SPÖ    | Bildung, Jugend, Soziales, Information und Sport          |
| 2. Landeshauptmann-Stellvertreter 2. Vizebürgermeister Amtsführender Stadtrat      | Sepp Rieder             | SPÖ    | Finanzen, Wirtschaftspolitik und Wiener Stadtwerke        |
| Amtsführende Stadträtin                                                            | Renate Brauner          | SPÖ    | Gesundheit und Soziales                                   |
| Amtsführender Stadtrat                                                             | Werner Faymann          | SPÖ    | Wohnen, Wohnbau und Stadterneuerung                       |
| Amtsführender Stadtrat                                                             | Andreas Mailath-Pokorny | SPÖ    | Kultur und Wissenschaft                                   |
| Amtsführender Stadtrat                                                             | Rudolf Schicker         | SPÖ    | Stadtentwicklung und Verkehr                              |
| Amtsführende Stadträtin                                                            | Ulli Sima               | SPÖ    | Umwelt                                                    |
| Amtsführende Stadträtin                                                            | Sonja Wehsely           | SPÖ    | Integration, Frauenfragen, Konsumentenschutz und Personal |
| Stadtrat                                                                           | Johann Herzog           | FPÖ    | ohne Ressort                                              |
| Stadträtin                                                                         | Karin Landauer          | FPÖ    | ohne Ressort                                              |
| Stadtrat                                                                           | Eduard Schock           | FPÖ    | ohne Ressort                                              |
| Stadtrat                                                                           | Johannes Hahn           | ÖVP    | ohne Ressort                                              |
| Stadträtin                                                                         | Herlinde Rothauer       | ÖVP    | ohne Ressort                                              |
| Stadtrat                                                                           | David Ellensohn         | Grüne  | ohne Ressort                                              |
| Vorzeitig ausgeschiedene Mitglieder der Landesregierung                            |                         |        |                                                           |
| Amtsführende Stadträtin                                                            | Isabella Kossina        | SPÖ    | Umwelt                                                    |
| Amtsführende Stadträtin                                                            | Elisabeth Pittermann    | SPÖ    | Gesundheits- und Spitalswesen                             |
| Stadtrat                                                                           | Peter Marboe            | ÖVP    | ohne Ressort                                              |
| Stadträtin                                                                         | Maria Vassilakou        | Grüne  | ohne Ressort                                              |